# Autothrottle
Autothrottle (automatic throttle ali na kratko "A/T", tudi A/THR) je sistem na letalu ali drugem zrakoplovu, ki samodejno nastavlja moč motorjev - v bistvu avtopilot za motorje. Po navadi A/T vzdržuje določeno hitrost leta, lahko pa tudi vzdržuje potisk (obrate N1) ali pa spreminja moč motorjev za konstantno hitrost vzpenjanja pri določeni hitrosti. A/T je velikokrat povezan s Flight management systemom (FMS) ali pa AFDS (Auto Flight Director System). FMS izračuna najbolj optimalen (ekonomičen) let in posreduje podatke A/T in avtopilotu. 
A/T zmanjša pilotovo delo in zmanjša porabo goriva. 
Načini delovanja: 
- Speed mode pri katerem se moč motorjev spreminja tako, da letalo leti pri konstantni hitrosti, po navadi med križarjenjem
- Thrust mode motor dovaja določen potisk glede na režim leta npr. vzlet (takeoff), vzpenjanje (climb), pri spuščanju (descent). Ko je v thrust mode, letalo vzdržuje določeno hitrost tako da spreminja kot vzpenjanja ali spuščanja.

A/T ne deluje med vožnjo po tleh (taksiranju). Pilot lahko kadarkoli prekliče A/T in ročno spremeni moč motorjev. Po Boeingovih procedurah se A/T vklopi pred vzletom in se avtomatsko izkopi 2 sekunde po pristanku. 
Elektronsko krmiljenje motorja FADEC skrbi za varno delovanje motorjev in, da se ne prekorači omejitev.